# Clarence (Missouri)
Clarence is een plaats (city) in de Amerikaanse staat Missouri, en valt bestuurlijk gezien onder Shelby County.

## Demografie
Bij de volkstelling in 2000 werd het aantal inwoners vastgesteld op 915.
In 2006 is het aantal inwoners door het United States Census Bureau geschat op 897, een daling van 18 (-2,0%).

## Geografie
Volgens het United States Census Bureau beslaat de plaats een oppervlakte van
3,0 km², geheel bestaande uit land. Clarence ligt op ongeveer 250 m boven zeeniveau.

## Plaatsen in de nabije omgeving
De onderstaande figuur toont nabijgelegen plaatsen in een straal van 28 km rond Clarence.